# Daniel Proença de Carvalho
Daniel Proença de Carvalho (Soalheira, Fundão, 15 de setembro de 1941) é um advogado português.

## Biografia
Licenciou-se em Direito, na Faculdade de Direito da Universidade de Coimbra, em 1965.
Músico amador, durante o período académico integrou o Orfeon Académico e foi fundador do Club de Jazz de Coimbra, bem como do Trio Los Dos, com José Niza e José Cid.
Após a licenciatura, iniciou a sua vida profissional na magistratura do Ministério Público, em 1965. Em 1967 concorreu a inspetor da Polícia Judiciária, onde se manteve até 1969.
Foi igualmente admitido na Ordem dos Advogados, em 1968.
Em 1970 ingressou como advogado no Departamento Jurídico da Empresa de Cimentos de Leiria, de António Champalimaud.
Aderiu ao Partido Socialista após o 25 de Abril de 1974.
A seguir ao 25 de Novembro de 1975 pediu a sua desfiliação do PS para assumir, em substituição de Artur Portela Filho, a direção do Jornal Novo, um jornal conotado com as forças democráticas não revolucionárias.
Já em 1978 era nomeado Ministro da Comunicação Social do IV Governo Constitucional, de iniciativa presidencial de Ramalho Eanes e sendo primeiro-ministro o social-democrata Carlos Mota Pinto.
Depois de acabar o governo de Mota Pinto, e vencidas as legislativas pela Aliança Democrática, Proença de Carvalho foi nomeado presidente do Conselho de Administração da Radiotelevisão Portuguesa, em 1980. 
O seu consulado na estação publica fica marcada pelo inicio da emissão diária a cores, quer na RTP 1 quer na RTP 2, na sua totalidade, a partir de 3 de Novembro de 1980. Além disso, tendo como diretora de programas Maria Elisa Domingues, seria também por iniciativa da RTP por si presidida que se fez, pela primeira vez, uma novela em Portugal — Vila Faia, produzida por Thilo Krassmann e Vítor Mamede, e com argumento de Thilo e de Nicolau Breyner, iria para o ar no ano de 1982. 
O advogado deixou a televisão em 1982, quando foi sucedido por José Macedo e Cunha, mas, por vários anos manteria a sua ligação à comunicação social — foi presidente da ZON Multimédia (anterior PT Multimédia) e da Global Media (ex-Controlinveste), esta última proprietária de conhecidos títulos da imprensa portuguesa, como os jornais Diário de Notícias, Jornal de Notícias, Diário de Notícias da Madeira e O Jogo, da rádio TSF, e de várias revistas.
Também no domínio dos media merece referencia o facto de ter surgido, no ano de 1990, como líder de um consórcio candidato a uma licença de televisão privada. O procedimento concursal, que tinha três concorrentes para duas licenças, acabaria por ser vencido pela SIC, de Francisco Pinto Balsemão, o primeiro canal de televisão privado, e pela TVI, da Igreja Católica, que veio a ser o segundo canal privado. O projeto de Proença de Carvalho (que tinha a seu lado Carlos Barbosa, Vítor Cunha Rego e, de novo, Maria Elisa) acabou por ser excluído, sob criticas do promotor, acusando a decisão de injusta
.
Ainda no universo da politica Proença de Carvalho dirigiu a campanha de Diogo Freitas do Amaral nas eleições presidenciais de 1986 e, dez anos mais tarde, foi mandatário da primeira candidatura de Aníbal Cavaco Silva, nas presidenciais de 1996.
Como advogado, Daniel Proença de Carvalho destacou-se por intervir em contenciosos de grande cobertura mediática em Portugal, desde logo o célebre caso da Herança Sommer, protagonizado por António Champalimaud, e no âmbito do qual colaborou com Francisco Salgado Zenha. 
A seguir ao 25 de abril de 1974 defendeu os irmãos José e Agostinho da Silva, fundadores da Torralta, e o advogado Fernando Cruz, presos pelo COPCON. Em finais dos anos 1970, princípios dos anos 80, foi (em parceria com António Serra Lopes) advogado da família de Francisco Sá Carneiro nas ações contra o jornal O Diário, no âmbito da alegada divida do politico ao Banco Espirito Santo .  
Já nos anos 90 defendeu Leonor Beleza, no caso dos produtos para os hemofílicos contaminados, e Américo Amorim, no processo dos fundos europeus para formação profissional de jovens. Nos anos 2000 surgiria no patrocínio, em diversas ocasiões, do banqueiro Ricardo Salgado e do Primeiro-Ministro José Sócrates. 
Em 2009 o seu escritório de advogados, Proença de Carvalho & Associados, foi integrada numa grande sociedade espanhola, a Uría Menéndez, que adquiriu a denominacao de Uría Menéndez - Proença de Carvalho. Desde esse ano Proenca de Carvalho foi presidente do Conselho de Administração da sociedade em Portugal, com sede em Lisboa. 
Em 2019 anunciou a sua retirada da advocacia e da presidência da mesma sociedade .
Entre as restantes atividades que Proença de Carvalho exerceu contam-se a presidência do Conselho de Administração da cimenteira Cimpor, assim como a presidência da Assembleia-Geral de empresas como a Galp Energia, a Socitrel e a Renova. Também foi vogal da Comissão de Remunerações do Banco Espírito Santo, de 2008 a 2014. Fora do mundo empresarial, exerceu funções como presidente do Conselho de Curadores da Fundação Champalimaud e da Fundação Batalha de Aljubarrota, ambas instituídas em testamento por Antonio Champalimaud, assim como da Assembleia Geral do Instituto Português de Corporate Governance. 
Foi conferencista na Faculdade de Direito da Universidade de Coimbra.
Publicou os livros Justiça e Política: um caso exemplar, Cinco Casos de Injustiça Revolucionária, O Processo de António Champalimaud e O Processo Leonor Beleza. Em abril de 2022 publicou as suas memorias, sob o titulo Justiça, Política e Comunicação Social, descrito pelos media como uma " análise (polémica) sobre a Justiça, os media e a política em Portugal, desde o final da década de 1960 até à atualidade".

## Família
A sua filha, Maria da Graça Proença de Carvalho, foi agraciada com a Grã-Cruz da Ordem do Mérito do Luxemburgo a 3 de Novembro de 2004. É pai do também advogado Francisco Proença de Carvalho.